# Yang Kyong-il
Pour les articles homonymes, voir Yang.
Dans ce nom coréen, le nom de famille, Yang, précède le nom personnel.
Yang Kyong-il, né le 7 août 1989 à Pyongyang, est un lutteur libre nord-coréen.
Le 10 août 2012, il remporte la médaille de bronze de lutte libre en -55 kg aux Jeux olympiques d'été de 2012.

## Palmarès

### Jeux olympiques
- Médaille de bronze en catégorie des moins de 55 kg aux Jeux olympiques d'été de 2012 à Londres

### Championnats du monde
- Médaille d'or en catégorie des moins de 57 kg aux Championnats du monde de lutte 2014 à Tachkent
- Médaille d'or en catégorie des moins de 55 kg aux Championnats du monde de lutte 2009 à Herning

### Jeux asiatiques
- Médaille d'argent en catégorie des moins de 55 kg aux Jeux asiatiques de 2010 à Canton

### Championnats d'Asie
- Médaille d'or en catégorie des moins de 55 kg en 2011
- Médaille d'argent en catégorie des moins de 55 kg en 2009
- Médaille d'argent en catégorie des moins de 55 kg en 2013
- Médaille de bronze en catégorie des moins de 55 kg en 2010